# Ramón Vázquez García
Ramón Vázquez García (Alcalá de Guadaira, 14 de febrer de 1964) és un exfutbolista andalús, que ocupava la posició de davanter.

## Trajectòria
Format al planter del Sevilla FC, debuta amb el primer equip en un partit de la 82/83 contra la UD Salamanca, tot marcant un gol als 13 minuts. Tot i aquest prometedor inici, no disposaria de massa oportunitats els dos anys següents. La temporada 85/86 seria cedit al Recreativo de Huelva, on va quallar una bona temporada.
De nou al Sevilla, la 86/87 seria la seua millor campanya. Anotaria fins a 16 gols en 40 partits. Seria l'època més reeixida de la seua carrera: entre 1986 i 1989 marca fins a 35 gols en lliga, es converteix en campió d'Europa sub-21 i debuta amb l'absoluta espanyola.
Sofreix un daltabaix per les lesions a la 89/90, però recuperaria la titularitat durant dues temporades més, tot i que els seus registres golejadors minvarien.
L'estiu de 1992 no arriba a un acord de renovació amb el Sevilla i fitxa pel Deportivo de La Corunya. Però, de nou les lesions el mantenen un any en blanc. La temporada 93/94 provaria de recuperar-se a les files de l'Albacete Balompié, jugant 17 partits, tot de suplent. Al final d'eixa campanya hi va penjar les botes, amb el balanç de 232 partits i 45 gols en primera divisió.
Després de la seua retirada ha estat part de l'equip tècnic del Sevilla FC.

## Internacional
Ramón va ser tres vegades internacional amb la selecció espanyola, tot debutant el 1987 contra Holanda.
En categoria sub-21 va ser campió d'Europa el 1986. L'andalús va marcar el penal decisiu a la final contra Itàlia.